# Topolnica (Pologne)
Pour les articles homonymes, voir Topolnica.
Topolnica (prononciation : [tɔpɔlˈnit͡sa]) est un village polonais de la gmina de Zatory dans le powiat de Pułtusk de la voïvodie de Mazovie dans le centre-est de la Pologne.
Il se situe à environ 9 kilomètres au nord-est de Zatory (siège de la gmina), 11 kilomètres à l'est de Pułtusk (siège de le powiat) et à 53 kilomètres au nord de Varsovie (capitale de la Pologne).

## Histoire
De 1975 à 1998, le village appartenait administrativement à la voïvodie d'Ostrołęka.